# Juan del Olmo Gálvez
Juan del Olmo Gálvez (Múrcia, 7 de juliol de 1958) és jutge de l'Audiència Nacional d'Espanya.
Llicenciat en dret per la facultat de dret de la Universitat de Múrcia, està casat amb la fiscal de Múrcia, María Luisa Fernández Delgado.
El jutge del Olmo començà la seva carrera professional (1986-89) en el País Basc, al Juzgado de Primera Instancia e Instrucción de Durango, a Biscaia.
L'any 1989 fou destinat al Juzgado de Primera Instancia e Instrucción de Cieza, a Múrcia, i, el mateix any, es traslladà al Juzgado de lo Penal número 3 de Múrcia, on atanyé la categoria de magistrado.
El 28 de juliol de 1998, el Consejo General del Poder Judicial el designà a substituir, en comissió de servei, Javier Gómez de Liaño al capdavant del Juzgado Central número 1 de l'Audiència Nacional espanyola. L'octubre de 1999 es reincorporà a la seva plaça al Juzgado de lo Penal número 3 de Múrcia.
El juny de l'any 2000 tornà cap a l'Audiència Nacional, en substitució del jutge Manuel García Castellón, també en comissió de serveis. Un any més tard, el Consejo General del Poder Judicial li donà la plaça de jutge titular de l'Audiencia Nacional.

## El casEgunkaria
El 20 de febrer del 2003, dictà un aute que serví de base al tancament de l'empresa Egunkaria, SA, editora del diari en èuscar Euskaldunon Egunkaria, en trobar que ETA intervingué en la creació, la designació de directors la dinamització del diari. Deu persones hi foren detingudes, i s'hi denunciaren tortures.

## L'11-M
Del Olmo, com a titular del Juzgado de Instrucción número 6 de la Audiencia Nacional, dirigeix la nova oficina judicial, creada el 17 de març del 2004, que investiga els atemptats a Madrid l'11 de març de 2004.

## El casEl Jueves
Dia 20 de juliol de 2007 ordenà, emparat en diversos articles del codi penal esservíl, i a instàncies d'una denúncia interposada pel fiscal general del Estado Cándido Conde Pumpido, la retirada dels punts de venda de la revista El Jueves, pel fet que conté un dibuix d'una dona i un home que mantenen relacions sexuals. S'ha interpretat que aquesta parella podrien ser Felipe de Borbón i Letizia Ortiz. A conseqüència d'això, un gran nombre de mitjans de comunicació d'arreu del món han publicat massivament la caricatura, alhora que s'han expressat crítiques contràries a la retallada de la llibertat d'expressió dins Espanya.